# نيكولاس سيسا
نيكولاس سيسا (بالألمانية: Nicolás Sessa)‏ هو لاعب كرة قدم ألماني في مركز الوسط، ولد في 23 مارس 1996 في شتوتغارت في ألمانيا. لعب مع نادي شتوتغارت.

## وصلات خارجية
- نيكولاس سيسا على موقع قاعدة بيانات كرة القدم.إي يو (الإنجليزية)
- نيكولاس سيسا على موقع Soccerway.com (الإنجليزية)
- نيكولاس سيسا على موقع عالم كرة القدم.نت (الإنجليزية)